# Myrmecocystus
Myrmecocystus is een geslacht van vliesvleugelige insecten van de familie mieren (Formicidae).

## Soorten
- M. colei Snelling, R.R., 1976
- M. creightoni Snelling, R.R., 1971
- M. christineae Snelling, R.R., 1982
- M. depilis Forel, 1901
- M. ewarti Snelling, R.R., 1971
- M. flaviceps Wheeler, W.M., 1912
- M. hammettensis Cole, 1938
- M. intonsus Snelling, R.R., 1976
- M. kathjuli Snelling, R.R., 1976
- M. kennedyi Snelling, R.R., 1969
- M. koso Snelling, R.R., 1976
- M. lugubris Wheeler, W.M., 1909
- M. melanoticus Wheeler, W.M., 1914
- M. melliger Forel, 1886
- M. melligera (Llave, 1832)
- M. mendax Wheeler, W.M., 1908
- M. mexicanus Wesmael, 1838
- M. mimicus Wheeler, W.M., 1908
- M. navajo Wheeler, W.M., 1908
- M. nequazcatl Snelling, R.R., 1976
- M. perimeces Snelling, R.R., 1976
- M. placodops Forel, 1908

- M. pyramicus Smith, M.R., 1951
- M. romainei Snelling, 1975
- M. semirufus Emery, 1893
- M. snellingi Bolton, 1995
- M. tenuinodis Snelling, R.R., 1976
- M. testaceus Emery, 1893
- M. wheeleri Snelling, R.R., 1971
- M. yuma Wheeler, W.M., 1912